# Million Dollar Mouthpiece
Million Dollar Mouthpiece – czwarty studyjny album amerykańskiego rapera Yukmoutha. Został wydany 12 lutego, 2008 roku. Krótko po wydaniu tego albumu, raper opuścił wytwórnię Rap-A-Lot Records.

## Lista utworów
1. "West Coast Don" (Intro)
2. "Drug Dealer"
3. "Shine Like Me"
4. "Hey Boy" (featuring Matt Blaque)
5. "My Turf"
6. "Wake the Game Up" (featuring Crooked I)
7. "Hate Me"
8. "Playboy" (featuring Danica "The Morning Star")
9. "Corner Store" (featuring Matt Blaque)
10. "The Best Thang Goin'" (featuring Too $hort, Devin the Dude, Richie Rich & Danica "The Morning Star")
11. "I'm Doin' My Thang"
12. "West Side" (featuring C-Bo, Glasses Malone & Jayo Felony)
13. "Star in the Sky" (featuring Devin the Dude)
14. "Can't Sell Dope 4 Eva" (featuring MC Eiht & Trae)
15. "East Oakland" (featuring Dru Down, Richie Rich, The Team, The Delinquents, Bart, Beeda Weeda, Kafani, Tajai & Tuffy the Goon)
16. "M.O.E. Money"
17. "Make It Rain"
18. "Mobsta, Mobsta" (featuring The Regime)

## Notowania albumu
| Notowania (2008)                      | Najwyższa pozycja |
| ------------------------------------- | ----------------- |
| U.S. Billboard Top R&B/Hip-Hop Albums | 46                |